# Scotochroa atra
Scotochroa atra is een keversoort uit de familie zwamspartelkevers (Melandryidae). De wetenschappelijke naam van de soort werd in 1874 gepubliceerd door John Lawrence LeConte.